# ماسالکورایگ
ماسالکورایگ (به اسپانیایی: Masalcorreig) یک منطقهٔ مسکونی در اسپانیا است که در سگریا واقع شده‌است. ماسالکورایگ ۱۴٫۱ کیلومتر مربع مساحت دارد ۹۴ متر بالاتر از سطح دریا واقع شده‌است.